# Brumat
Brumat je priimek več znanih ljudi:
- Mirko Brumat (1897—1950), duhovnik, nabožni pisatelj in kulturni delavec
- Rihard Brumat (1658—1719), redovnik, nabožni pisatelj in zgodovinar